# Chaetostoma leucomelas
Chaetostoma leucomelas är en fiskart som beskrevs av Eigenmann, 1918. Chaetostoma leucomelas ingår i släktet Chaetostoma och familjen Loricariidae. Inga underarter finns listade i Catalogue of Life.